# Bhutanitis thaidina
Bhutanitis thaidina (лат.) — дневная бабочка из семейства парусников (Papilionidae).

## Описание
Основной фон крыльев у обоих полов — тёмный, чёрно-бурый. Тонкие полосы, располагающиеся на крыльях преимущественно в вертикальном направлении, имеют жёлтый цвет. Сами крылья вытянутой формы. Верхние крылья закруглённые. Нижние крылья с тремя хвостиками: латеральный (боковой) самый длинный, медиальные — более короткие. У основания хвостиков располагается чёрная широкая перевязь с небольшими пятнами голубого цвета. Выше неё, ближе к центральной ячейке крыла располагается очень крупное ярко окрашенное пятно красновато-оранжеватого цвета, занимающее до 1/3 площади крыла. Для жилкования крыльев характерно наличие 2 анальных жилок на переднем (одна из них рудиментарная) и одна на заднем крыле; центральная ячейка замкнута на обоих крыльях, занимает около 1/8 длины переднего. Радиальный ствол переднего крыла образует 5 ветвей; основание жилки М1 располагается в переднем углу центральной ячейки. Голова округлой формы, глаза голые. Усики булавовидные, относительно короткие, чёрного цвета. Все ноги у обоих полов полностью развиты и полностью функционируют при хождении. Брюшко длинное и узкое.

## Ареал
Вид является эндемиком Китая: Юньнань, Западный Гуйчжоу, северные и центральные районы Сычуань, Шэньси, Юго-Восточный Ганьсу. Бабочки обитают в высокогорных влажных лесах на высотах до 2300—2800 м над уровнем моря.

## Подвиды
В составе вида выделяют следующие подвиды:
- Bhutanitis thaidina thaidina (Blanchard, 1871) — Северный и Центральный Сычуань
- Bhutanitis thaidina hoenei Bryk, 1938 — Юньнань, Западный Гуйчжоу.
- Bhutanitis thaidina melli Bryk, 1938 — Тайбай-Шань (Шэньси), Юго-Восточный Ганьсу.

## Биология
Бабочки ведут исключительно дневной образ жизни, им необходимо постоянное и длительное питание нектаром на цветах различных растений. Бабочки преимущественно держатся в верхушках деревьях, летая на высоте, и крайне редко спускаются к земле. Садясь на растения, складывают крылья, скрывая яркое пятно на верхней стороне. Полёт медленный, порхающий, плавный, с резкими изменениями направления полёта, сбивающими с толку потенциальных хищников. Самка откладывает яйца на лету — зависая в воздухе либо присаживаясь на кормовое растение, не переставая при этом махать крыльями, подгибает брюшко и приклеивает яйцо на нижнюю сторону листьев либо на боковую поверхность веток. Кормовыми растениями для гусениц служат растения рода Кирказон — Aristolochia moupinensis.

## Замечания по охране
Внесён в перечень чешуекрылых, экспорт, реэкспорт и импорт которых регулируется в соответствии с Конвенцией о международной торговле видами дикой фауны и флоры, находящимися под угрозой исчезновения (СИТЕС). Несмотря на это, ежегодно вид незаконно массово отлавливается для продажи коллекционерам бабочек.